# デュワグMGT6D形電車
MGT6Dは、デュワグとシーメンスがドイツの各都市へ向けて製造した路面電車車両。車軸が存在しない自動操舵式独立回転車輪付き台車のEEF台車を用いる事で車内の約50 - 70%が低床構造となっている、デュワグおよびシーメンス初の超低床電車（部分超低床電車）である。

## 概要

### 主要構造
1984年にスイスのジュネーヴ市電（ジュネーヴ）市電に登場したBe4/6形を皮切りに、世界各地の路面電車では床上高さを下げて乗降時のステップを無くし、車椅子でも容易に乗降が可能なバリアフリーに適した超低床電車が高い注目を浴びるようになり、各鉄道メーカーも様々な構造を用いて開発を進めた。その中で、西ドイツ（→ドイツ）のデュワグとシーメンスが展開したのが、後述するEEF台車を用いた、車体の大部分が低床構造となっているMGT6D形である。
動力台車が設置された前後車体と付随台車が存在する中間車体によって構成される3車体連接車で、導入先によって片運転台・両運転台双方の仕様が選択可能だった。動力台車は従来の回転軸を備えたボギー台車で、動力伝達方式も従来の路面電車車両と同様の直角カルダン駆動方式が用いられたため、この部分の床上高さは高くなっていた一方、付随台車がある箇所を含めたそれ以外の部分は床上高さが350 mmに抑えられており、この部分に設置されていた乗降扉にはステップは設置されていない。初期の車両は各動力台車に主電動機として直流電動機が1基搭載されていた（モノモーター方式）が、1992年以降製造された車両には小型の誘導電動機に変更され、高床部分の床上高さが抑えられている。

### EEF台車
MGT6D形で用いられるEEF台車（Einzelrad-Einzelfahrwerke Laufwerken）は、アーヘン工科大学のフレデリック（Frederich）教授が開発した、車軸が存在しなくても安定した走行が可能な独立回転車輪を用いた操舵台車の1つで、2個の車輪が支持リンクで繋がっている1軸台車である。
車輪が曲線を通過する際、進行方向と輪軸の向きの間に"アタック角"と呼ばれる角度が生じる。このままだと車輪がレールの上に乗り上げ脱線してしまうが、EEF台車は車輪の回転中心をレールとの接触点からずらし、車輪のラジアル方向でレールの外側に設定しているため、その周りに車輪の位置を保つ復元モーメントが働き、自動的にアタック角が減少するよう車輪が操舵される自己操舵性を有する。それぞれの車輪の外側にはディスクブレーキが装着されている。
このEEF台車は水平曲線半径15 mまでの急曲線が走行可能となっているが、その一方で設計最高速度は70 km/h前後に制限されており、ライトレール向けの台車として位置づけられている。また、開発当初は電動機を組み込んだ動力台車の開発も行われていたが、試験で十分な結果が得られなかった事から付随台車のみが量産されている。

### 主要諸元
| 形式         | 形式         | MGT6D                                                                                        | MGT6D                 | MGT6D                 | NGT6C                 | NGT6D                 | NGT6D                 | 6NGTWDE               |
| 軌間         | 軌間         | 1,000mm                                                                                      | 1,000mm               | 1,000mm               | 1,435mm               | 1,435mm               | 1,435mm               | 1,435mm               |
| 軸配置       | 軸配置       | Bo'1'1'Bo'                                                                                   | Bo'1'1'Bo'            | Bo'1'1'Bo'            | B'1'1'B'              | Bo'1'1'Bo'            | Bo'1'1'Bo'            | Bo'1'1'Bo'            |
| 運転台       | 運転台       | 両運転台                                                                                     | 片運転台              | 片運転台              | 片運転台              | 両運転台              | 片運転台              | 片運転台              |
| 全長         | 全長         | 28,620mm                                                                                     | 28,620mm              | 28,930mm              | 28,750mm              | 28,570mm              | 27,500mm              | 30,100mm              |
| 全幅         | 全幅         | 2,300mm                                                                                      | 2,300mm               | 2,300mm               | 2,300mm               | 2,400mm               | 2,400mm               | 2,300mm               |
| 床上高さ     | 高床         | 560mm                                                                                        | 560mm                 | 560mm                 | 700mm                 | 560mm                 | 560mm                 | 560mm                 |
| 床上高さ     | 低床         | 350mm                                                                                        | 350mm                 | 350mm                 | 350mm                 | 350mm                 | 352mm                 | 350mm                 |
| 低床率       | 低床率       | 63%                                                                                          | 63%                   | 63%                   | 70%                   | 65%                   | 61%                   | 50%                   |
| 車輪径       | 車輪径       | 575mm                                                                                        | 575mm                 | 575mm                 | 590mm                 | 590mm                 | 590mm                 | 590mm                 |
| 重量         | 重量         | 32.0t                                                                                        | 32.0t                 | 31.5t                 | 30.2t                 | 32.0t                 | 33.8t                 | 30.4t                 |
| 最高速度     | 最高速度     | 70km/h                                                                                       | 70km/h                | 70km/h                | 70km/h                | 70km/h                | 70km/h                | 70km/h                |
| 電圧         | 電圧         | 直流600V                                                                                     | 直流600V              | 直流600V              | 直流600V              | 直流750V              | 直流750V              | 直流600V              |
| 主電動機     | 主電動機     | 誘導電動機                                                                                   | 誘導電動機            | 誘導電動機            | 直流電動機            | 誘導電動機            | 誘導電動機            | 誘導電動機            |
| 主電動機出力 | 主電動機出力 | 105kw                                                                                        | 105kw                 | 95kw                  | 180kw                 | 103kw                 | 105kw                 | 95kw                  |
| 編成出力     | 編成出力     | 420kw                                                                                        | 420kw                 | 380kw                 | 360kw                 | 412kw                 | 420kw                 | 380kw                 |
| 定員         | 着席         | 72人                                                                                         | 72人                  | 74人                  | 80人                  | 70人                  | 72人                  | 91人                  |
| 定員         | 立席         | 100人                                                                                        | 100人                 | 97人                  | 105人                 | 98人                  | 93人                  | 92人                  |
| 導入都市     | 導入都市     | ボーフム ゲルゼンキルヒェン ブランデルブルク エアフルト ハレ ミュールハイム オーバーハウゼン | エアフルト            | ハイデルベルク        | カッセル              | ボン                  | デュッセルドルフ      | ロストック            |
| 備考         | 備考         | 乗客密度は4人m/s2時。                                                                        | 乗客密度は4人m/s2時。 | 乗客密度は4人m/s2時。 | 乗客密度は4人m/s2時。 | 乗客密度は4人m/s2時。 | 乗客密度は4人m/s2時。 | 乗客密度は4人m/s2時。 |
| 参考         | 参考         | [ 8 ] [ 3 ] [ 20 ]                                                                           | [ 8 ] [ 3 ] [ 20 ]    | [ 8 ] [ 3 ] [ 20 ]    | [ 8 ] [ 3 ] [ 20 ]    | [ 8 ] [ 3 ] [ 20 ]    | [ 8 ] [ 3 ] [ 20 ]    | [ 8 ] [ 3 ] [ 20 ]    |

## 運用・導入都市
1990年にカッセル市電（カッセル）へ導入されたのを皮切りに、MGT6D形およびそれを基にした車種はドイツ各地の路面電車に導入された。都市によってはボンバルディア（車体）やアドトランツ（電気機器）など他社が製造を担当する場合もあった。だが、前述したEEF台車の利点を活かすためには左右の車輪が完全に平行に、そして支持リンクに対して垂直に設置されなければならず、各地で不具合が多発した事に加え、製造やメンテナンスにおいて厳しい精度が必要となり製造コストも高額となった。更に強度の面にも難があり、2015年にはボーフム/ゲルゼンキルヒェン市電（ボーフム、ゲルゼンキルヒェン）で経年劣化による車軸の破損が発生した。そのため、ボンやデュッセルドルフに導入された車両についてはEEF台車とは異なる1軸台車が用いられた。
MGT6D形およびその派生形式の導入都市は以下の通り。別都市への譲渡が実施された車両については「備考・参考」欄に記す。
| 車種    | 都市                                                          | 形式    | 製造年    | 両数 | 運転台   | 軌間    | 備考・参考 |
| ------- | ------------------------------------------------------------- | ------- | --------- | ---- | -------- | ------- | --- |
| MGT6D   | ボーフム ゲルゼンキルヒェン (ボーフム/ゲルゼンキルヒェン市電) | NF6D    | 1992-94   | 42両 | 両運転台 | 1,000mm | 6両は廃車・解体 1両は部品取り用としてルールバーン（ミュールハイム）へ譲渡 2017-20年にかけてポーランドのウッチ市電（ウッチ）へ34両を譲渡 |
| MGT6D   | ブランデンブルク (ブランデンブルク市電)                       | MGT6D   | 1995-96   | 4両  | 両運転台 | 1,000mm | 電気機器はシーメンス製 |
| MGT6D   | ハレ (ハレ市電)                                               | MGT6D   | 1992-93   | 2両  | 両運転台 | 1,000mm | 試作車 電気機器はシーメンス製 2014年にブランデンブルク市電（ブランデンブルク）へ譲渡                                                    |
| MGT6D   | ハレ (ハレ市電)                                               | MGT6D   | 1995-2001 | 60両 | 両運転台 | 1,000mm | 量産車 車体はボンバルディア、電気機器はアドトランツが製造 車体には乗務員扉が存在する                                                    |
| MGT6D   | エアフルト (エアフルト市電)                                   | MGT6D   | 1994      | 4両  | 両運転台 | 1,000mm | [ 7 ] |
| MGT6D   | エアフルト (エアフルト市電)                                   | MGT6DE  | 1996-98   | 12両 | 片運転台 | 1,000mm | [ 7 ] [ 8 ] |
| MGT6D   | ミュールハイム (ミュールハイム市電)                           | NF6D    | 1995-96   | 4両  | 両運転台 | 1,000mm | 共同発注を実施 |
| MGT6D   | オーバーハウゼン (オーバーハウゼン市電)                       | NF6D    | 1995-96   | 6両  | 両運転台 | 1,000mm | 共同発注を実施 |
| MGT6D   | ハイデルベルク                                                | MGT6D   | 1994-95   | 12両 | 両運転台 | 1,000mm | 6両は廃車・解体 6両は2024年以降シェーンアイヘ/リューダースドルフ軌道へ譲渡                                                              |
| NGT6C   | カッセル (カッセル市電)                                       | NGT6C   | 1990-94   | 23両 | 片運転台 | 1,435mm | KVG所有車両 |
| NGT6C   | カッセル (カッセル市電)                                       | NGT6C   | 1994      | 2両  | 片運転台 | 1,435mm | KNE所有車両 |
| NGT6D   | ボン                                                          | R1.1    | 1994      | 24両 | 両運転台 | 1,435mm | 2022年以降新型車両（フォアシティ・スマート）へ置き換え、全車ともポーランドのポズナン市電（ポズナン）へ譲渡予定                          |
| NGT6D   | デュッセルドルフ                                              | NF-GTL  | 1995      | 48両 | 片運転台 | 1,435mm | 電気機器はキーペ製 |
| 6NGTWDE | ロストック (ロストック市電)                                   | 6NGTWDE | 1994-96   | 40両 | 片運転台 | 1,435mm | 車体はボンバルディアが製造 |

## ギャラリー

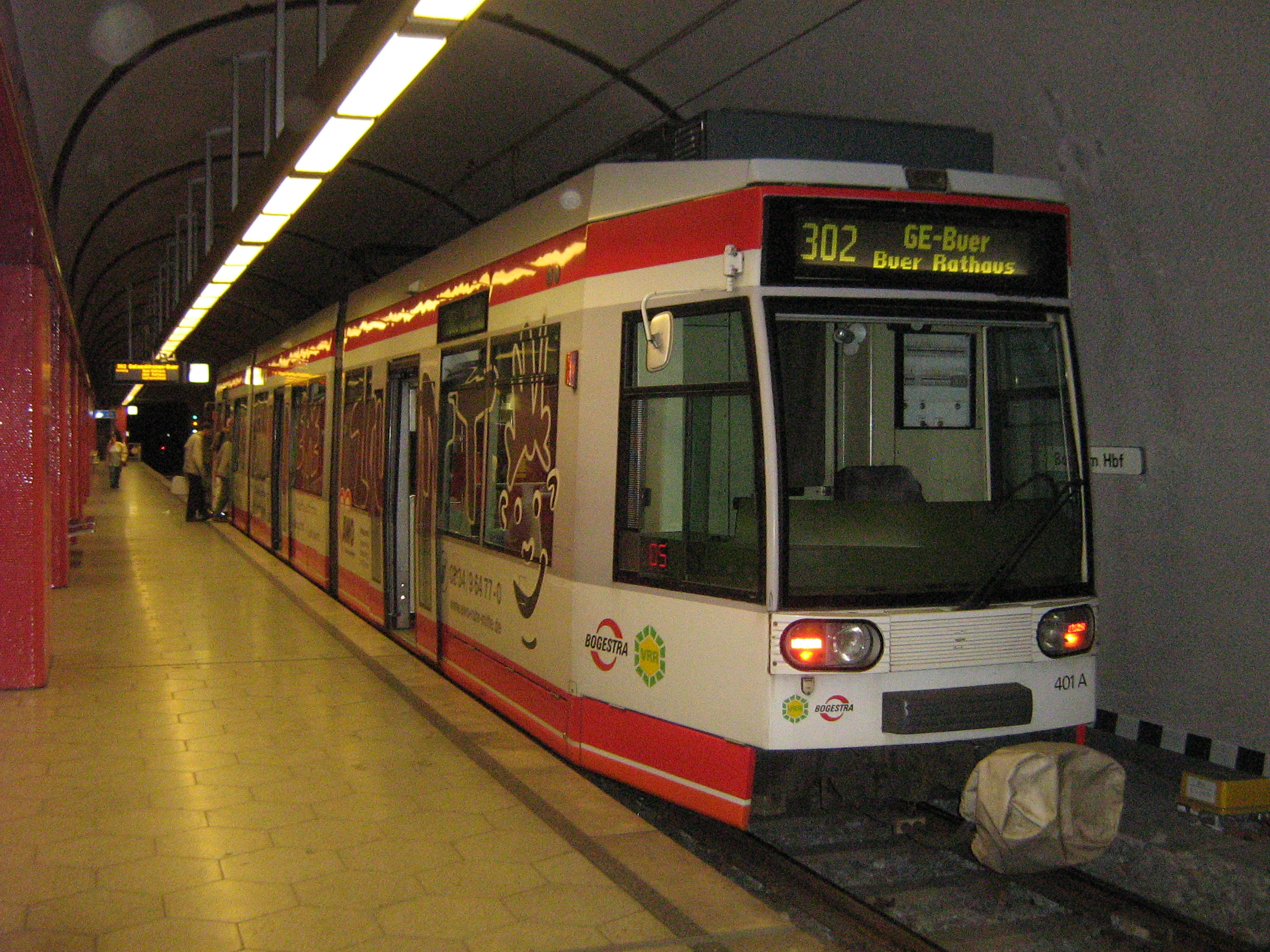
ドイツ：ボーフム
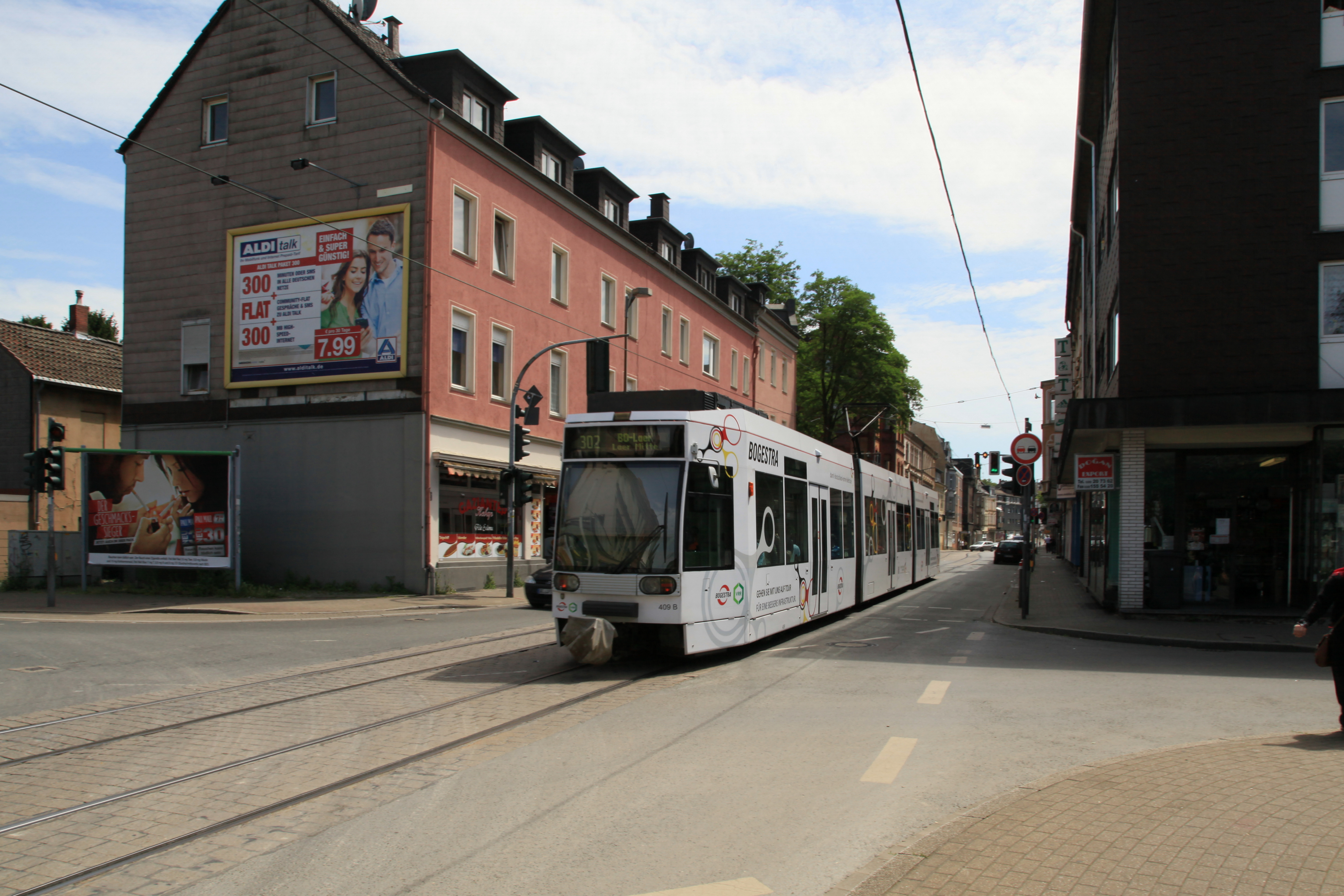
ドイツ：ゲルゼンキルヒェン
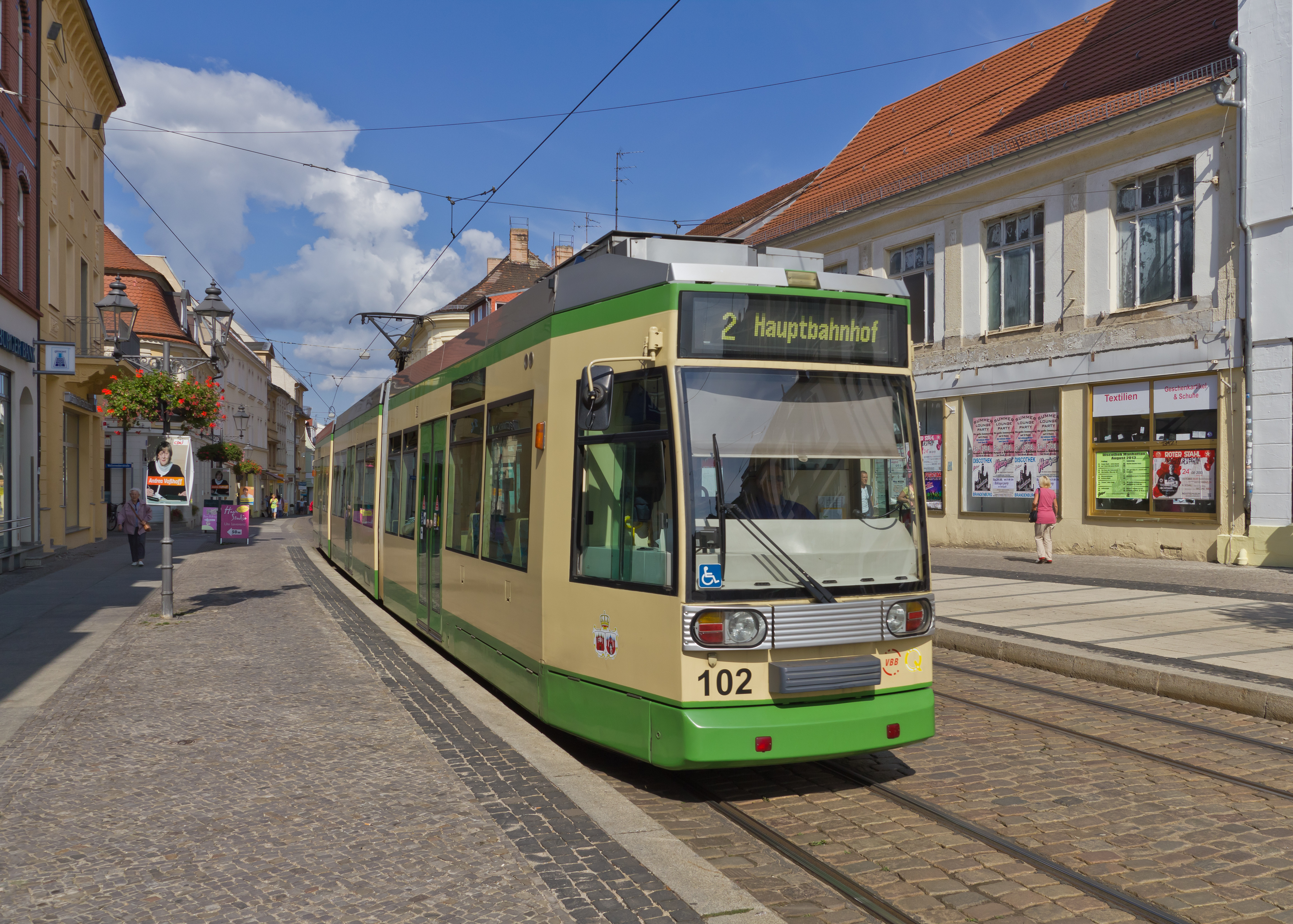
ドイツ：ブランデルブルク
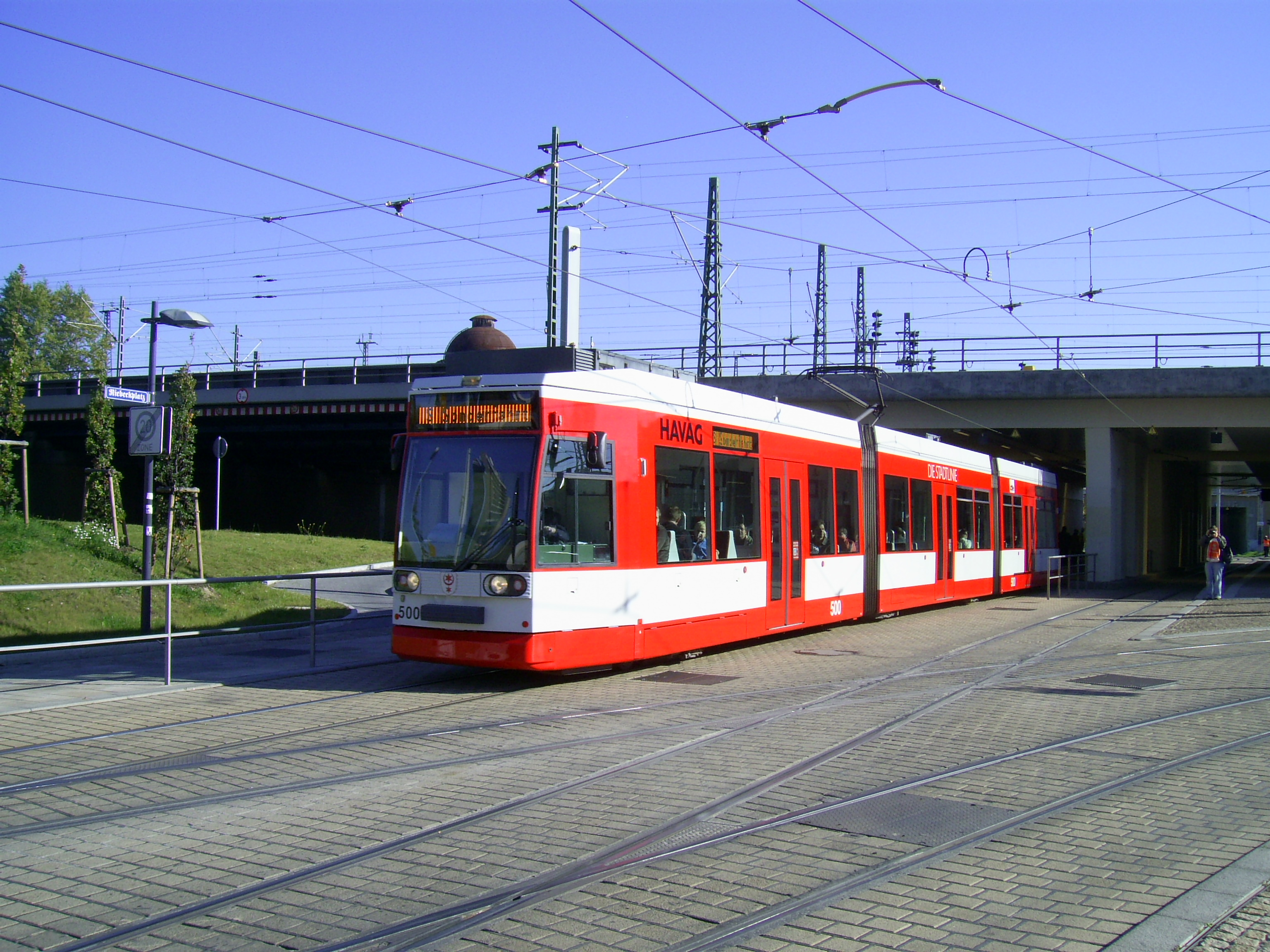
ドイツ：ハレ（試作車）
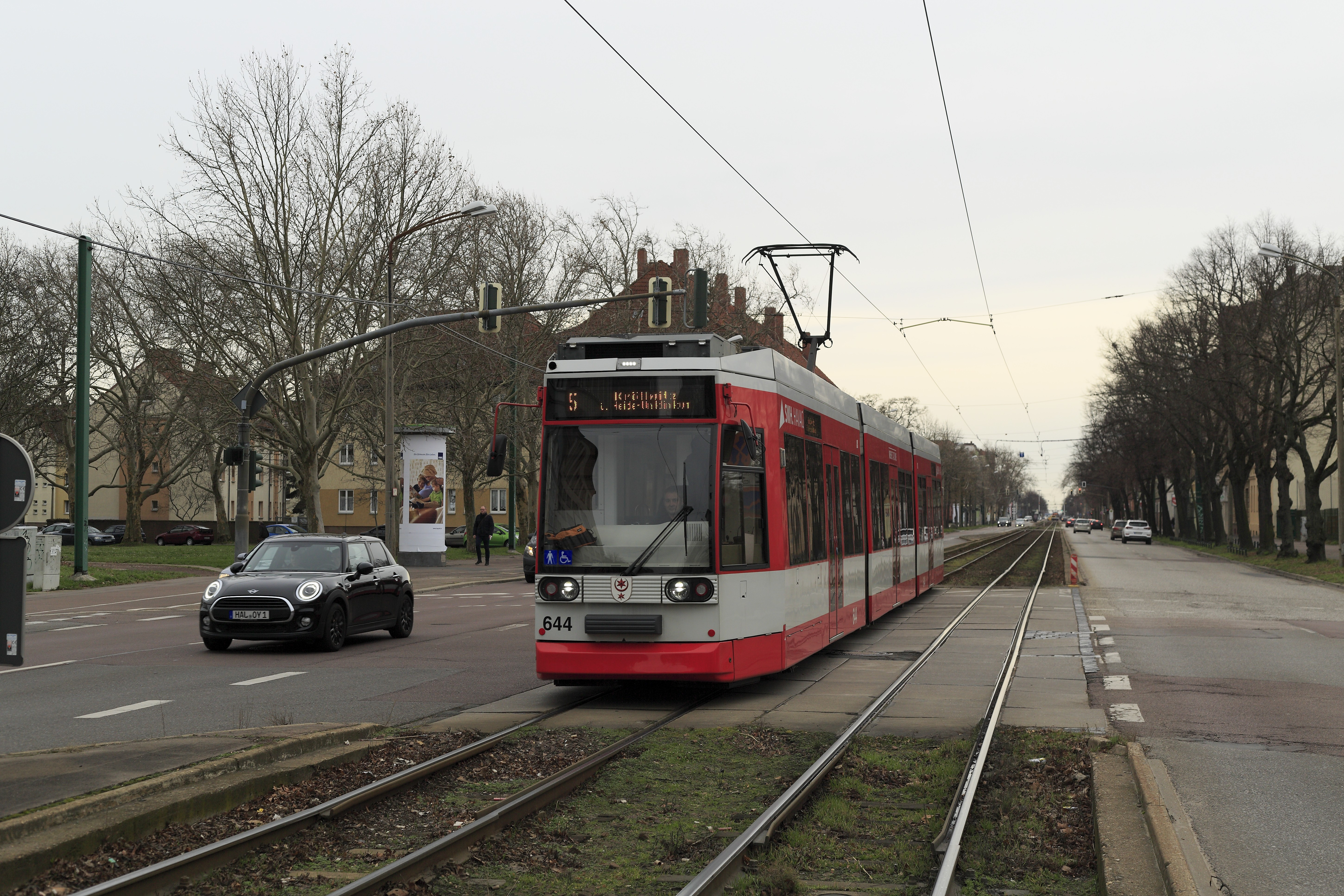
ドイツ：ハレ（量産車）
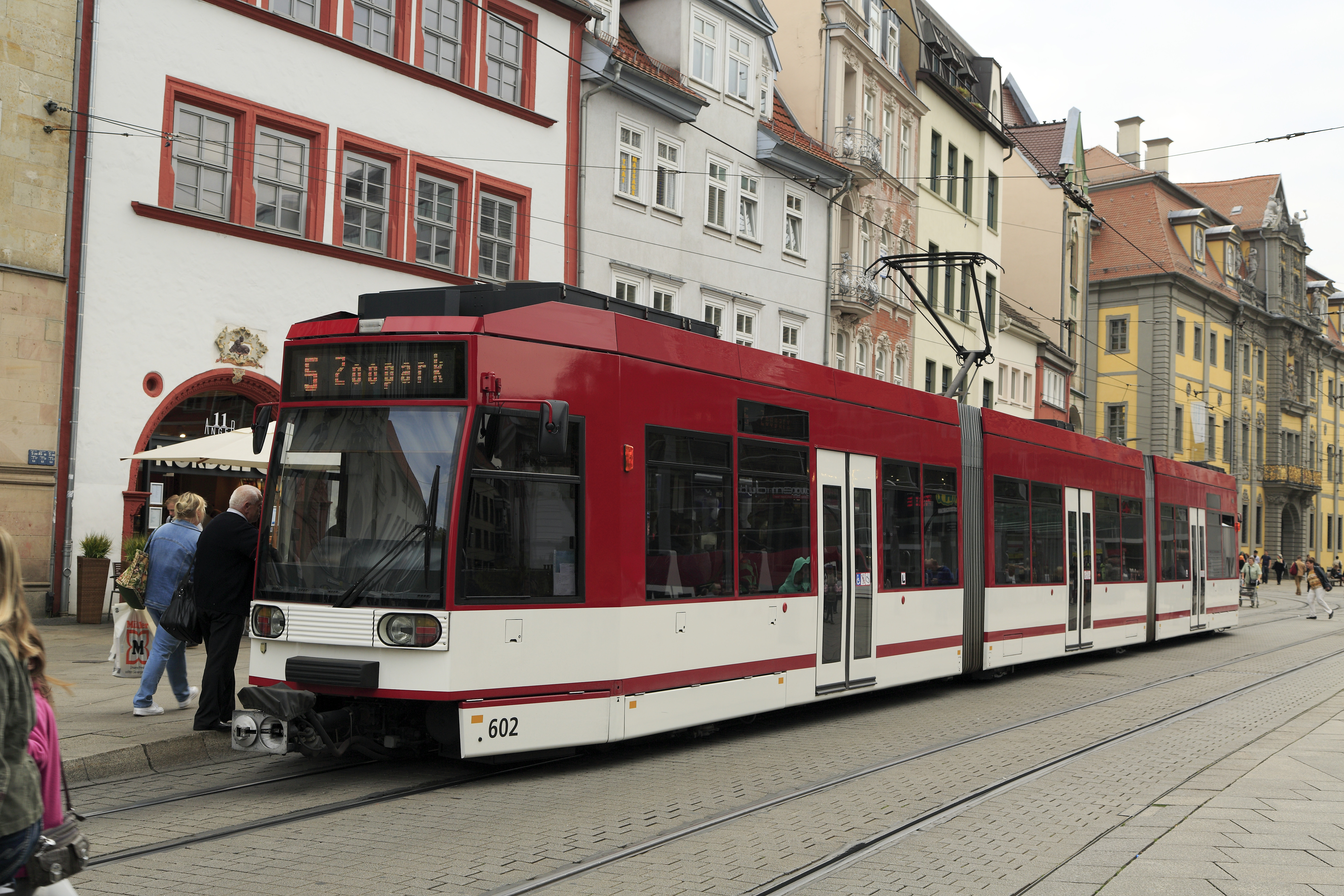
ドイツ：エアフルト
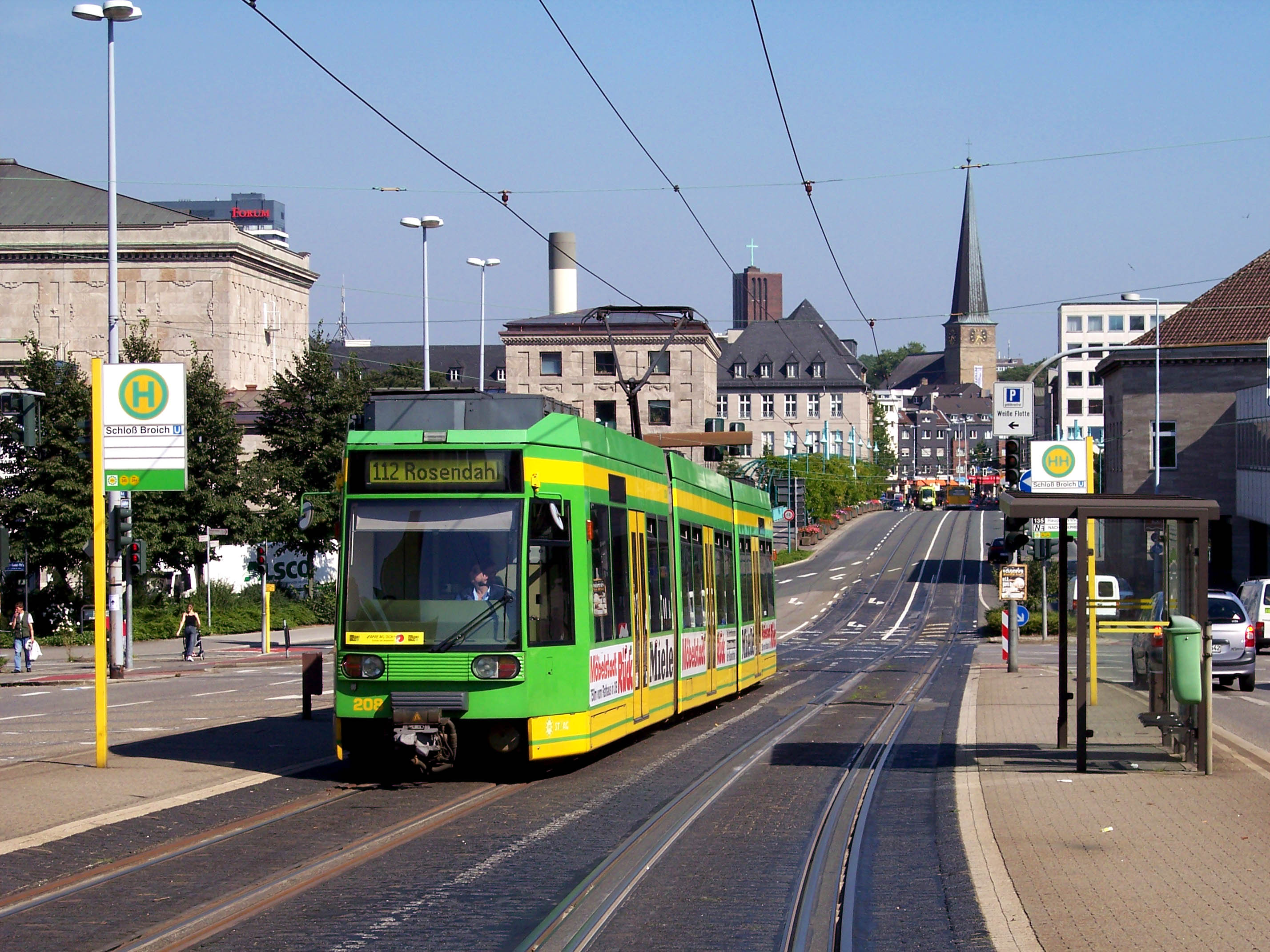
ドイツ：オーバーハウゼン
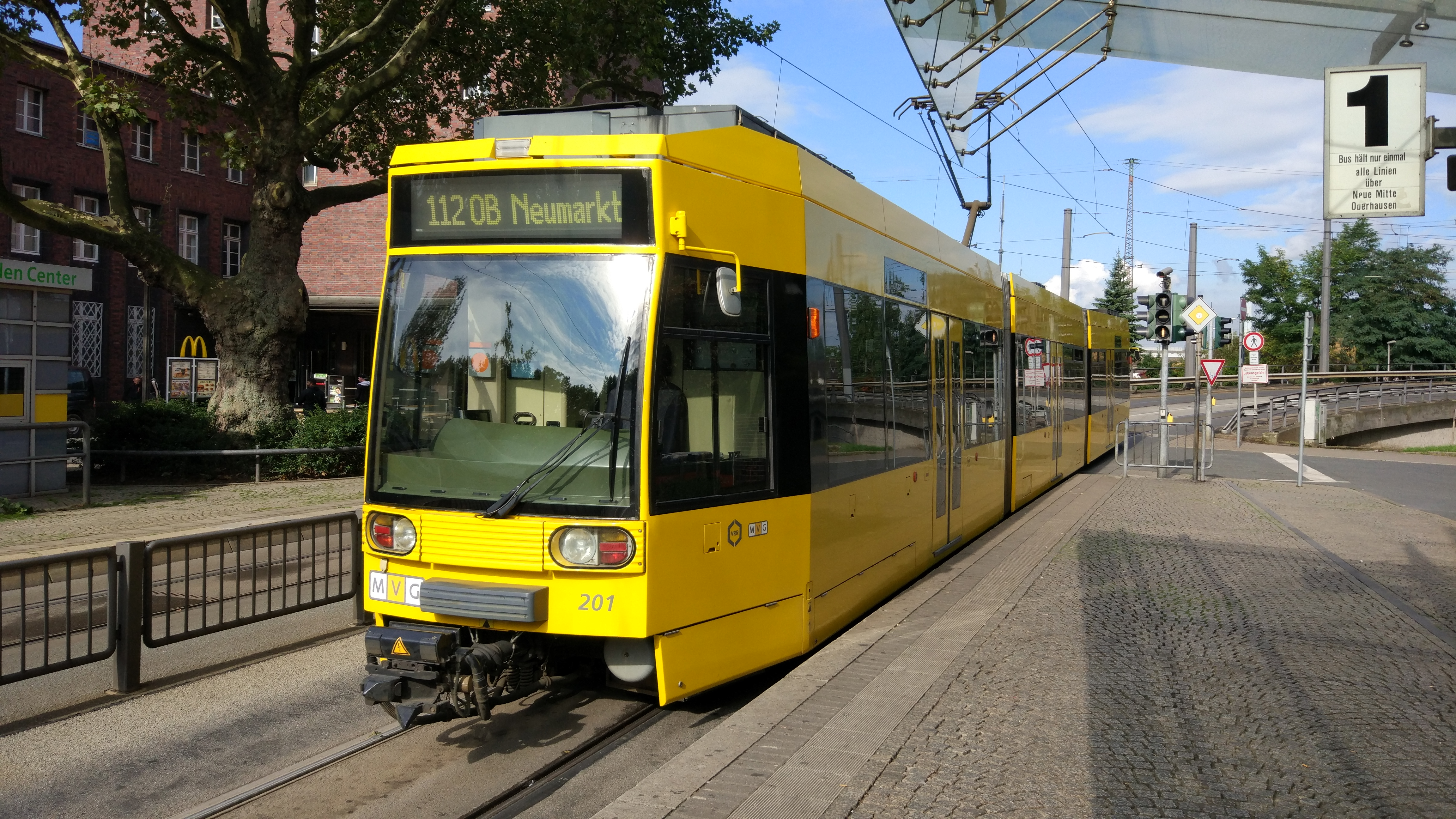
ドイツ：ミュールハイム
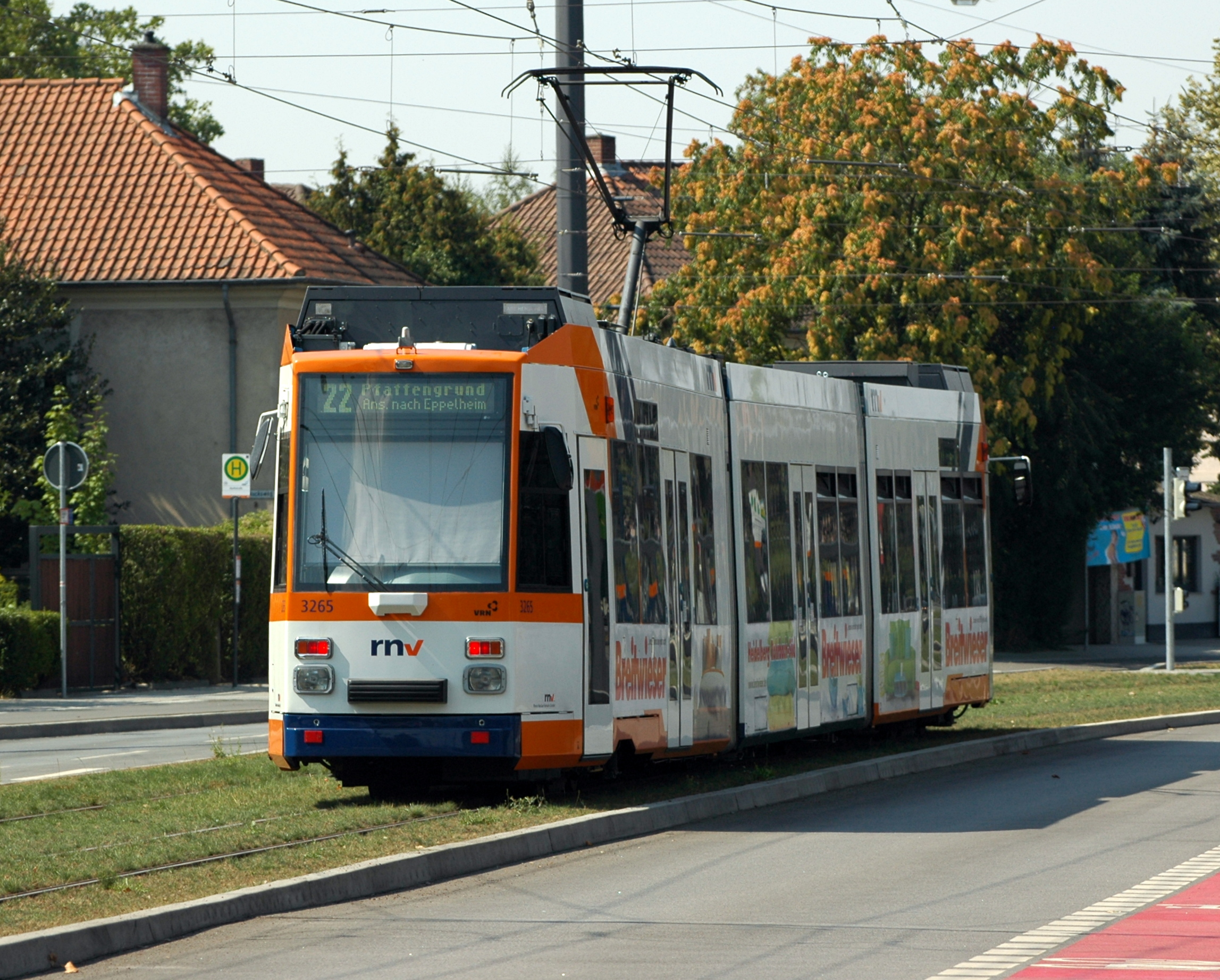
ドイツ：ハイデルベルク
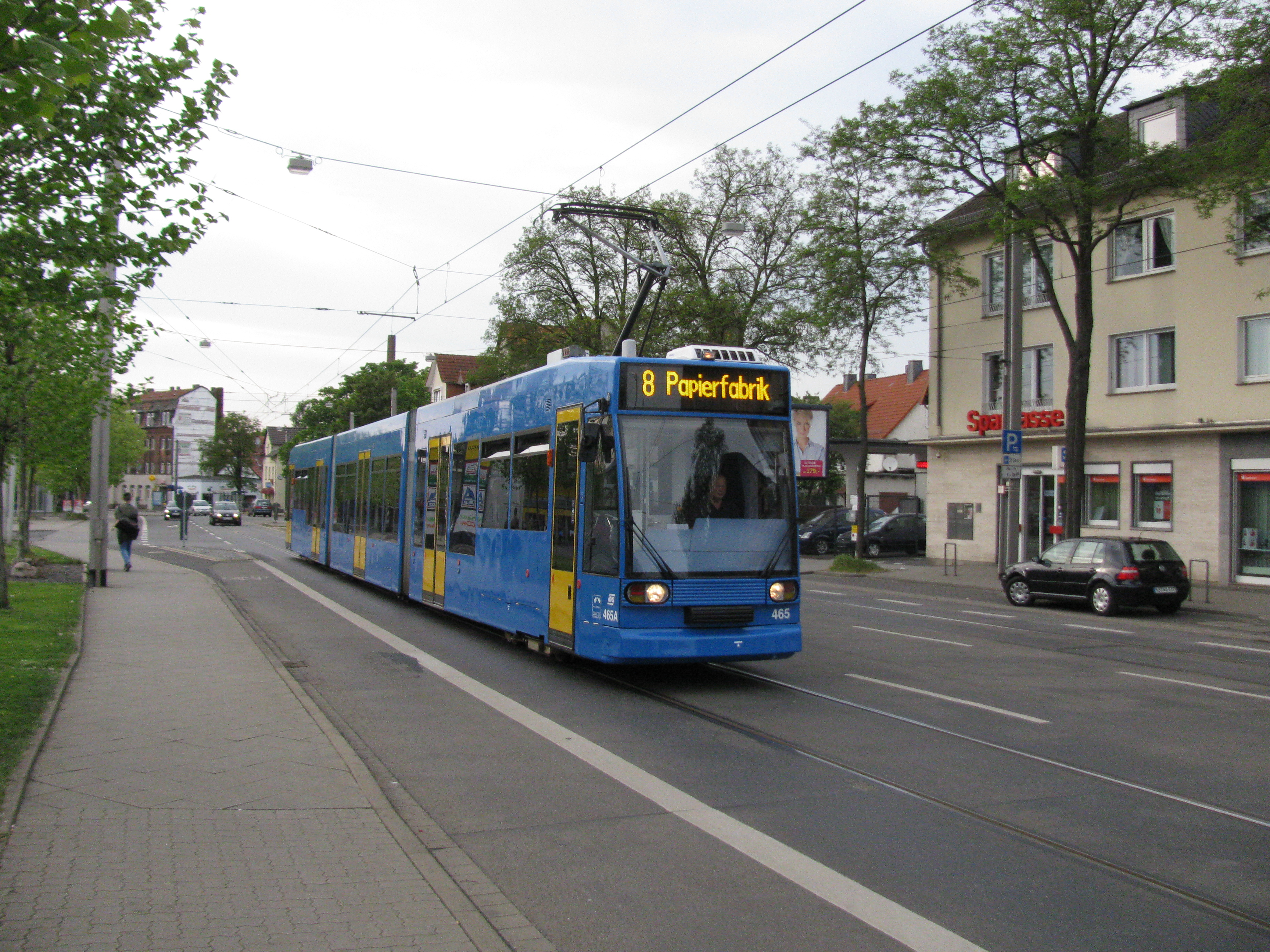
ドイツ：カッセル
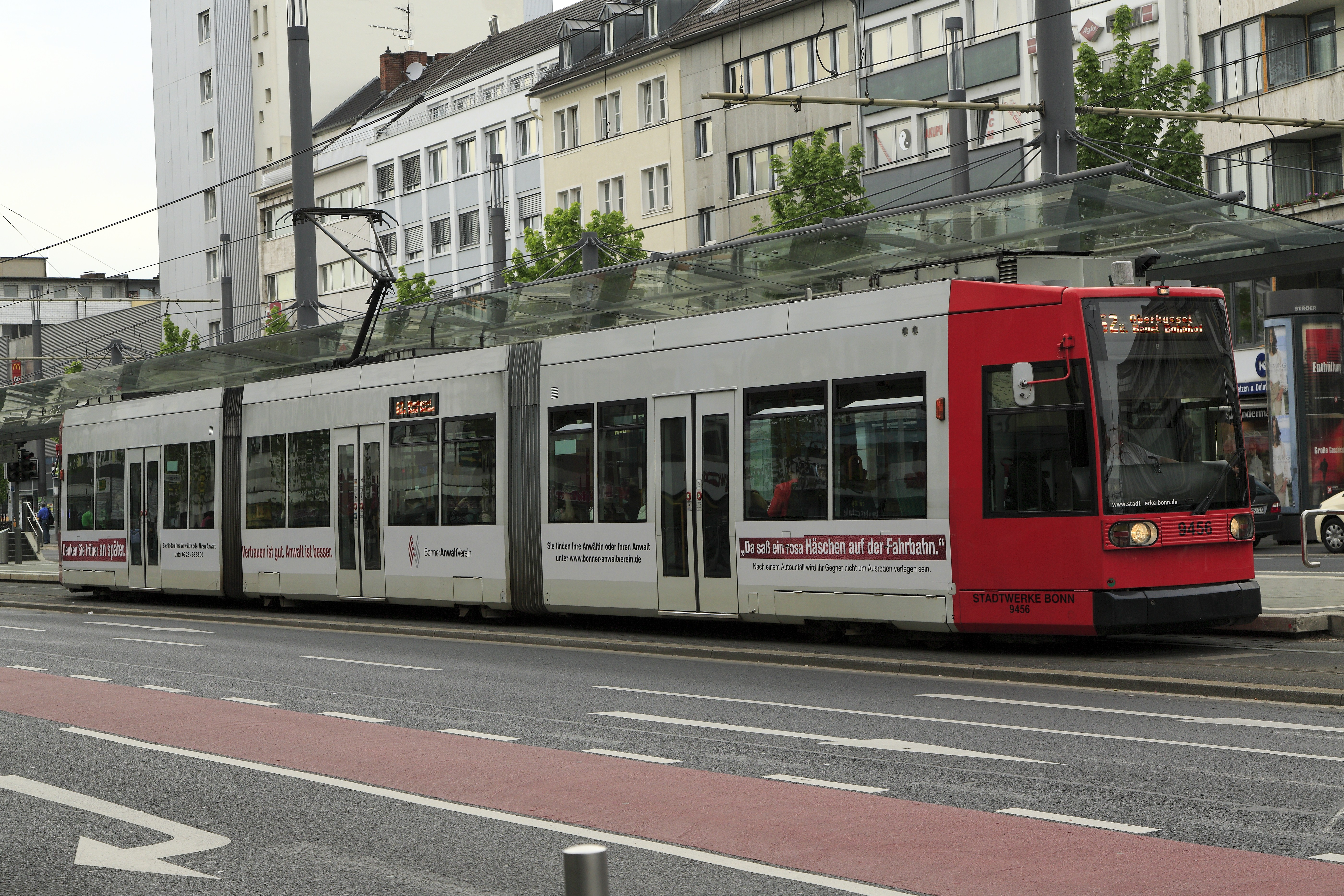
ドイツ：ボン
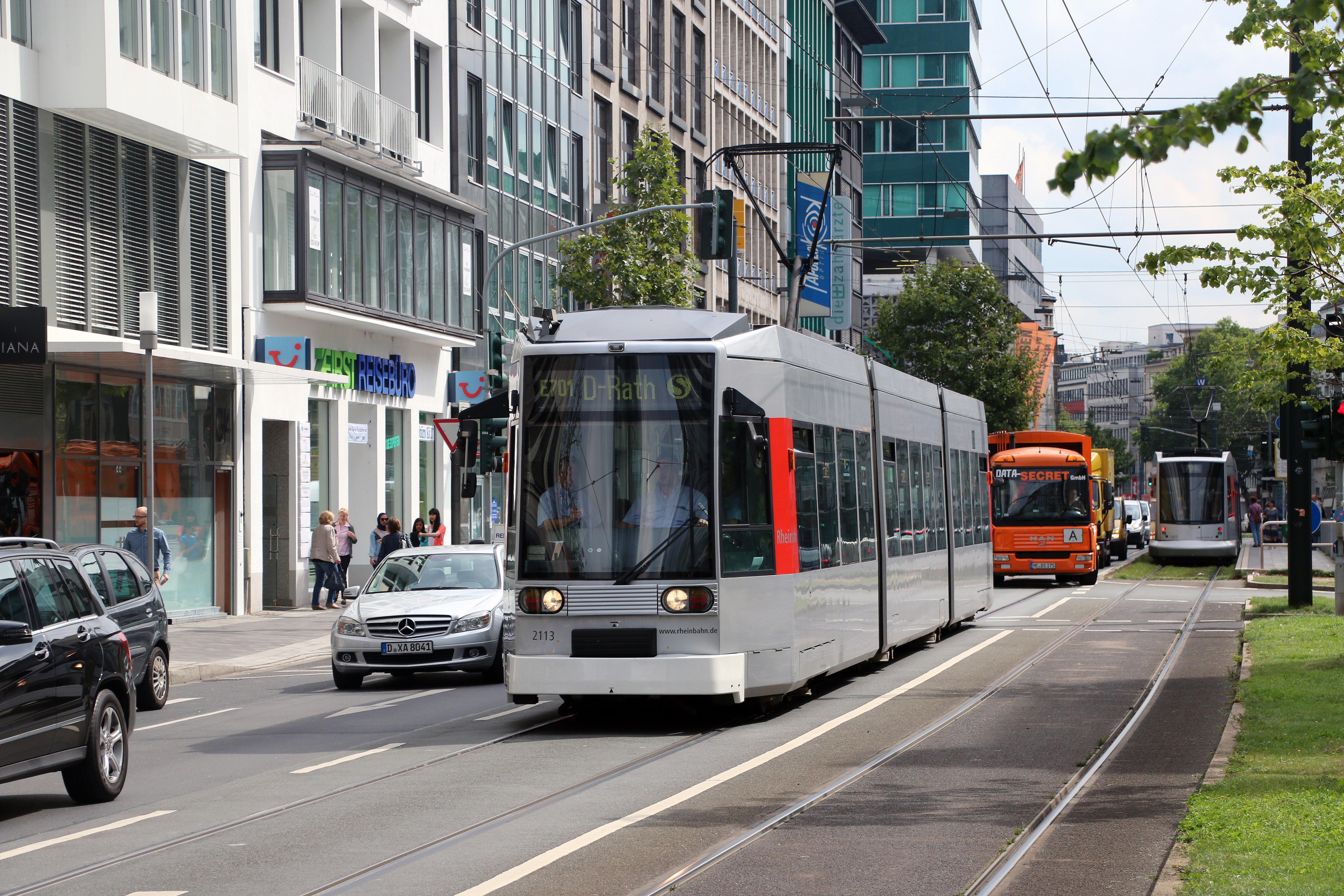
ドイツ：デュッセルドルフ
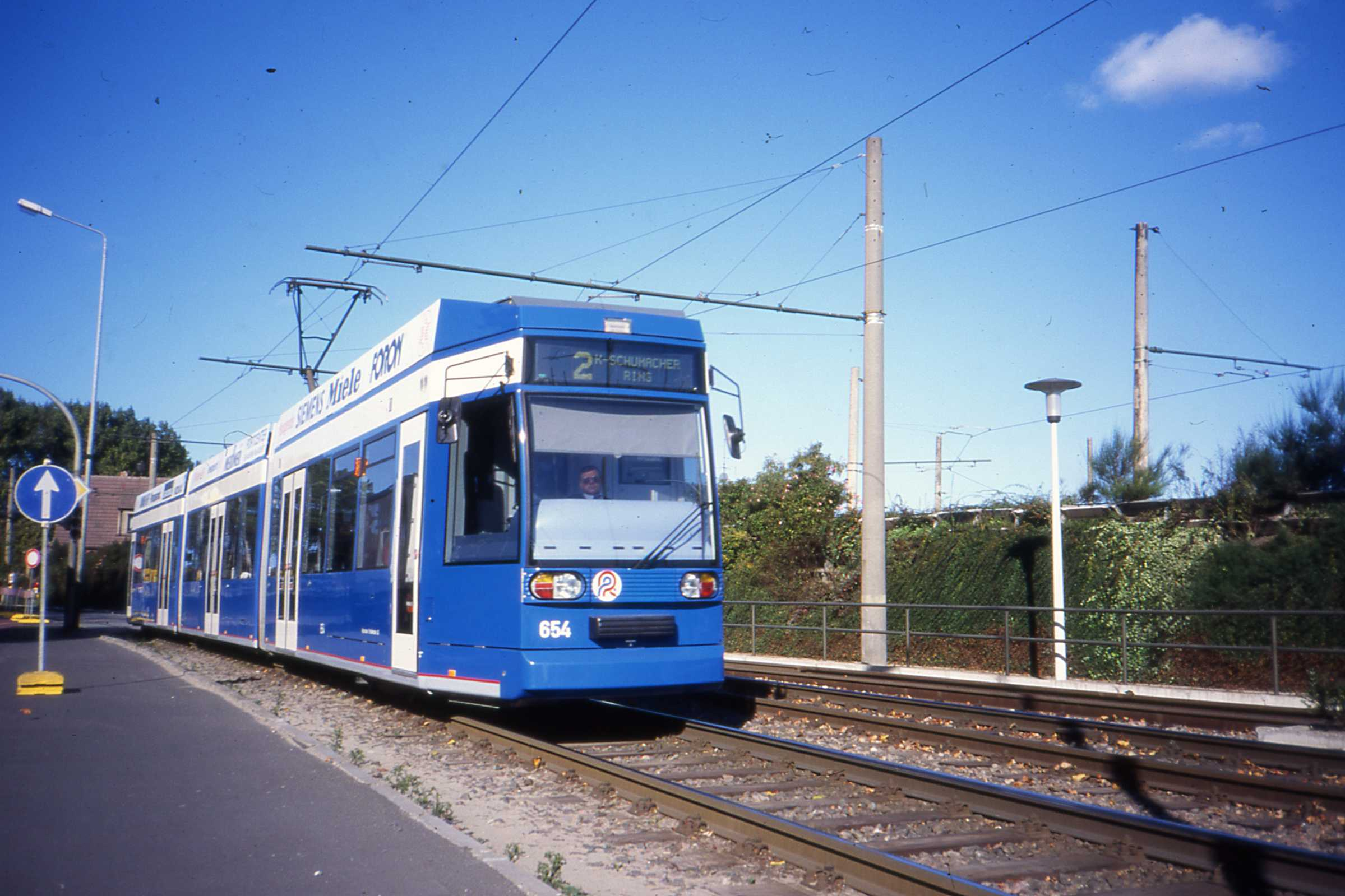
ドイツ：ロストック
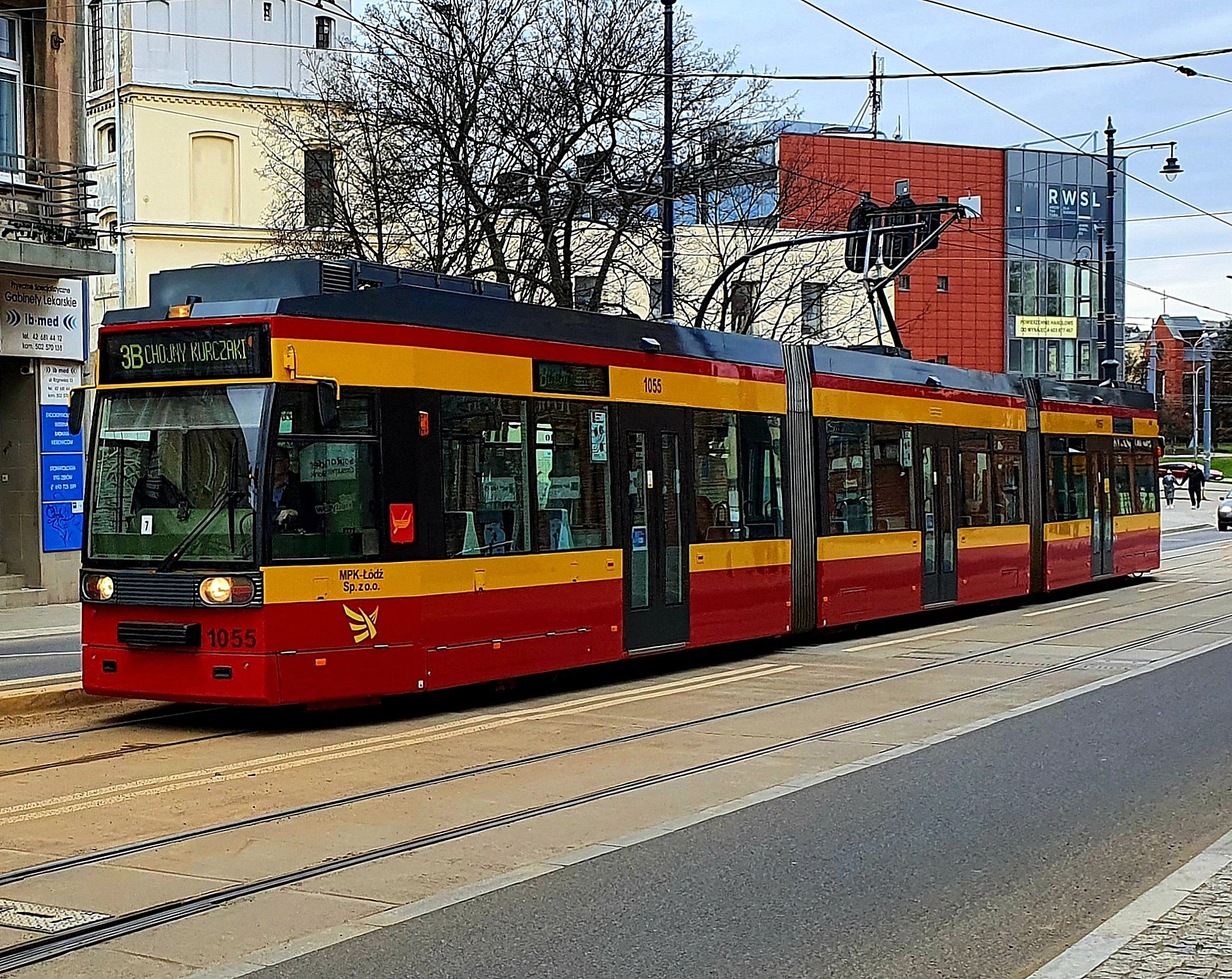
ポーランド：ウッチ

## 関連項目

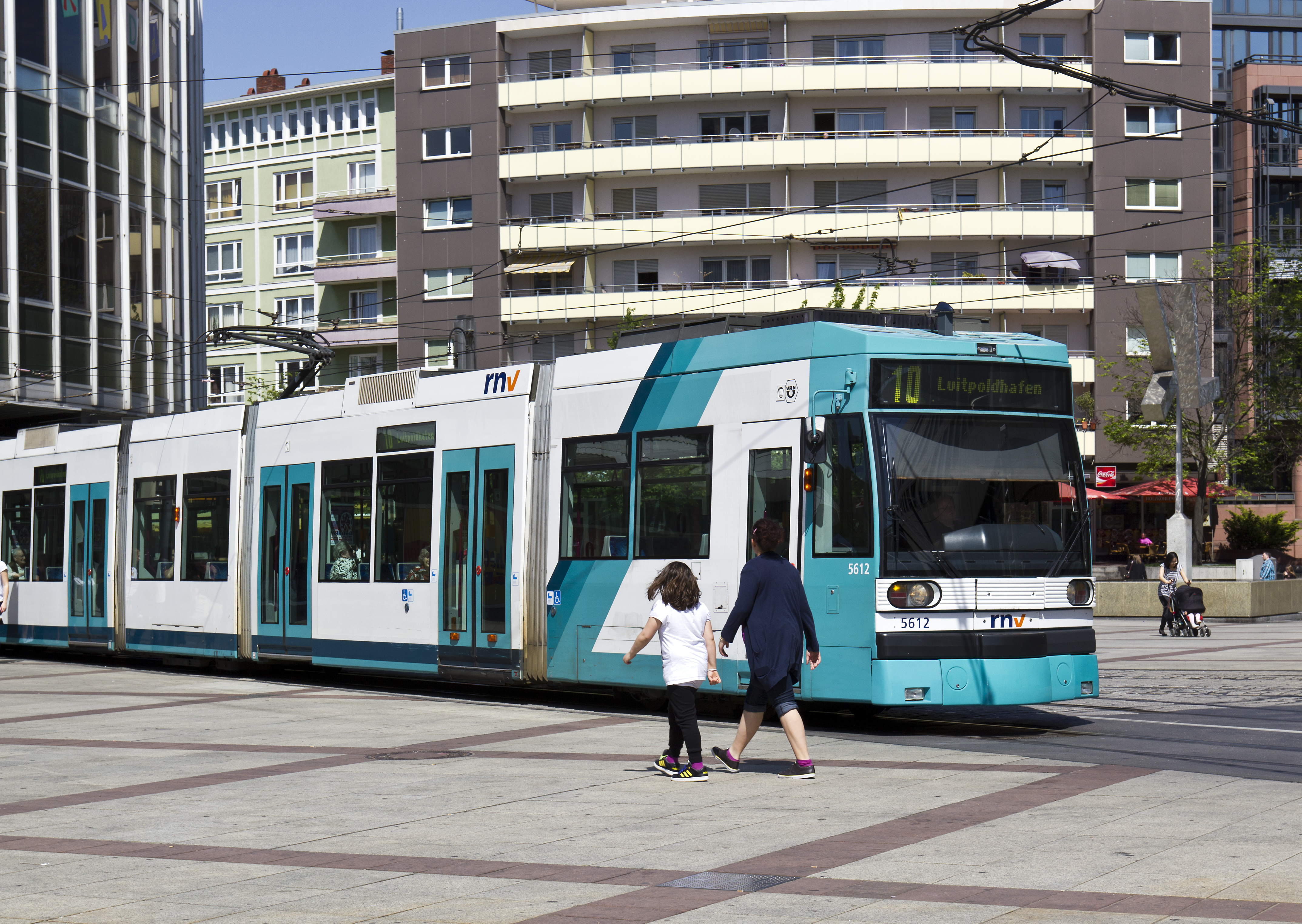
6MGT（マンハイム）
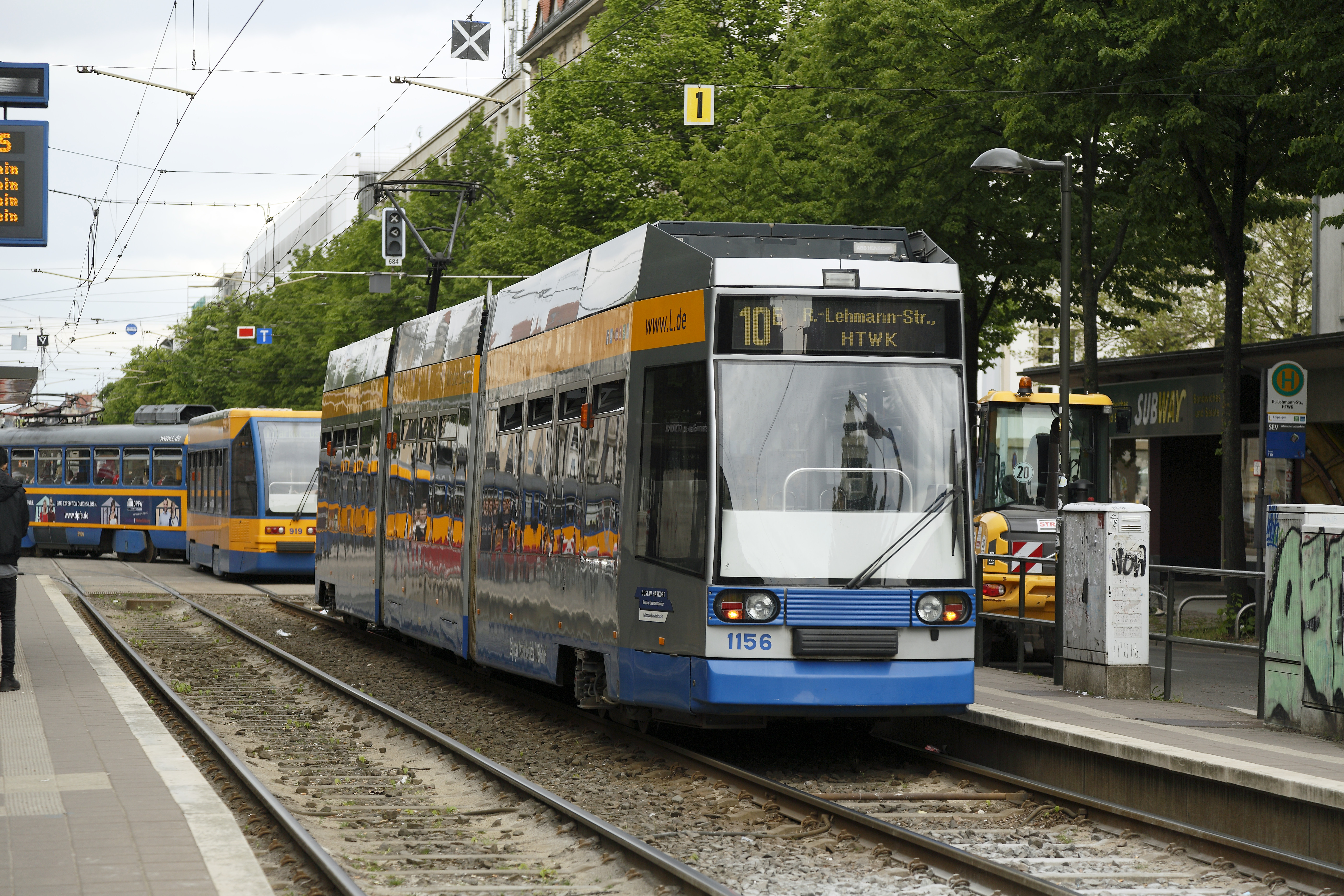
ライプツィヒ市電NGT8形